# Ahmad Urabi
Ahmad Urabi Pasza (Ahmad Arabi Pasza) (ur. 1842, zm. 21 września 1911) – egipski polityk i oficer, autor hasła Egipt dla Egipcjan.
Urodził się w 1842 r. w rodzinie fellahów. Po studiach został wcielony do wojska, gdzie został znanym oficerem.
W latach 1881–1882 stał na czele powstania antybrytyjskiego i antyfrancuskiego w Egipcie, które towarzyszyło ustanowieniu rządu międzynarodowego przez Ismaila Paszę. W rządzie tym sprawował urząd Ministra Wojny.
Po upadku powstania został skazany na dożywotnie zesłanie na Cejlon. Na zesłaniu przebywał 19 lat, aktywnie działając na rzecz rozbudzenia patriotyzmu Cejlończyków oraz podniesienia poziomu oświaty.
W 1901 r. uzyskał amnestię i powrócił z rodziną do Egiptu, gdzie zmarł 21 września 1911 roku.